# Bouriates
Cet article concerne le peuple bouriate. Pour la langue bouriate, voir Bouriate.
Les Bouriates (mongol : ᠪᠣᠷᠢᠶᠠᠳ, translittération cyrillique : буриад, trans. latine : buriad ou buryaad), dont la population s'élève actuellement à 515 000 individus, sont le plus important groupe ethnique minoritaire de Sibérie. Ils y vivent principalement dans leur région d'origine, la république de Bouriatie, mais il y a également des populations bouriates importantes dans le Nord de la Mongolie, ainsi qu'une petite minorité en Chine, dans la région autonome de Mongolie-Intérieure. Les Bouriates sont une ethnie mongole ; ils partagent beaucoup de points communs avec leurs voisins de Mongolie, notamment l'élevage nomade et la yourte (ger  en mongol) comme habitat traditionnel. Aujourd'hui, la majorité des Bouriates vivent à et autour d'Oulan-Oude, la capitale de la république, bien qu'ils soient encore nombreux à vivre plus traditionnellement dans la steppe. Ils parlent la langue bouriate.

## Histoire
Le terme Buriyat est mentionné pour la première fois dans l’Histoire secrète des Mongols vers 1240. L'identité des tribus et des groupes a été consolidée sous les conditions de l'État russe. En plus des authentiques tribus bouriates-mongoles (Bugalat, Khora, Ekhirit, Khongodor) qui ont fusionné avec les Bouriates, ils ont aussi assimilé d'autres groupes, comme des Oïrats, des Mongols Khalkha, et des non-mongols comme les Toungouses (Evenks) et autres. 
Le territoire Bouriate fut annexé par la Russie à travers deux traités en 1689 et en 1728, quand les territoires des deux côtés du Lac Baïkal furent séparés de la Mongolie. Du milieu du XVIIe siècle jusqu'au début du XXe siècle, la population bouriate est passée de 27 700 à 300 000 personnes.

## Culture

### Beaux-Arts
- Dashi Namdakov est un sculpteur bouriate du Kraï de Transbaïkalie.

### Musique
Musiciens bouriates contemporains :
- Namgar Lhasaranova (Намгар Лхасаранова, Bouriatie).
- Duuchin D.Nyamdavaa (Дуучин Д.Нямдаваа).
- Bavuudorjin Tsetsegmaa (Бавуудоржын Цэцэгмаа).
- Aleksander Arkhintcheev (Александер Архинчеев, Irkoutsk), chanteur khöömei et joueur de morin khuur du groupe Shono

### Cinéma
- Valéry Inkijinoff

Autres :
- Khusugtun est un groupe de Mongolie non bouriate, interprète de certains morceaux traditionnels bouriates.

### Discographie
- Buryat songs, enreg. et éd. par Tilman Musch, Budapest, 2008, 1 CD + 1 brochure